# Воскресенский, Всеволод Леонидович
Всеволод Леонидович Воскресе́нский (1916—1989) — советский архитектор и художник. Лауреат Государственной премии РСФСР в области архитектуры (1972). Заслуженный архитектор РСФСР (1978). Соавтор проектов Московского ипподрома, гостиницы «Интурист», Дома атомщиков и других.

## Биография

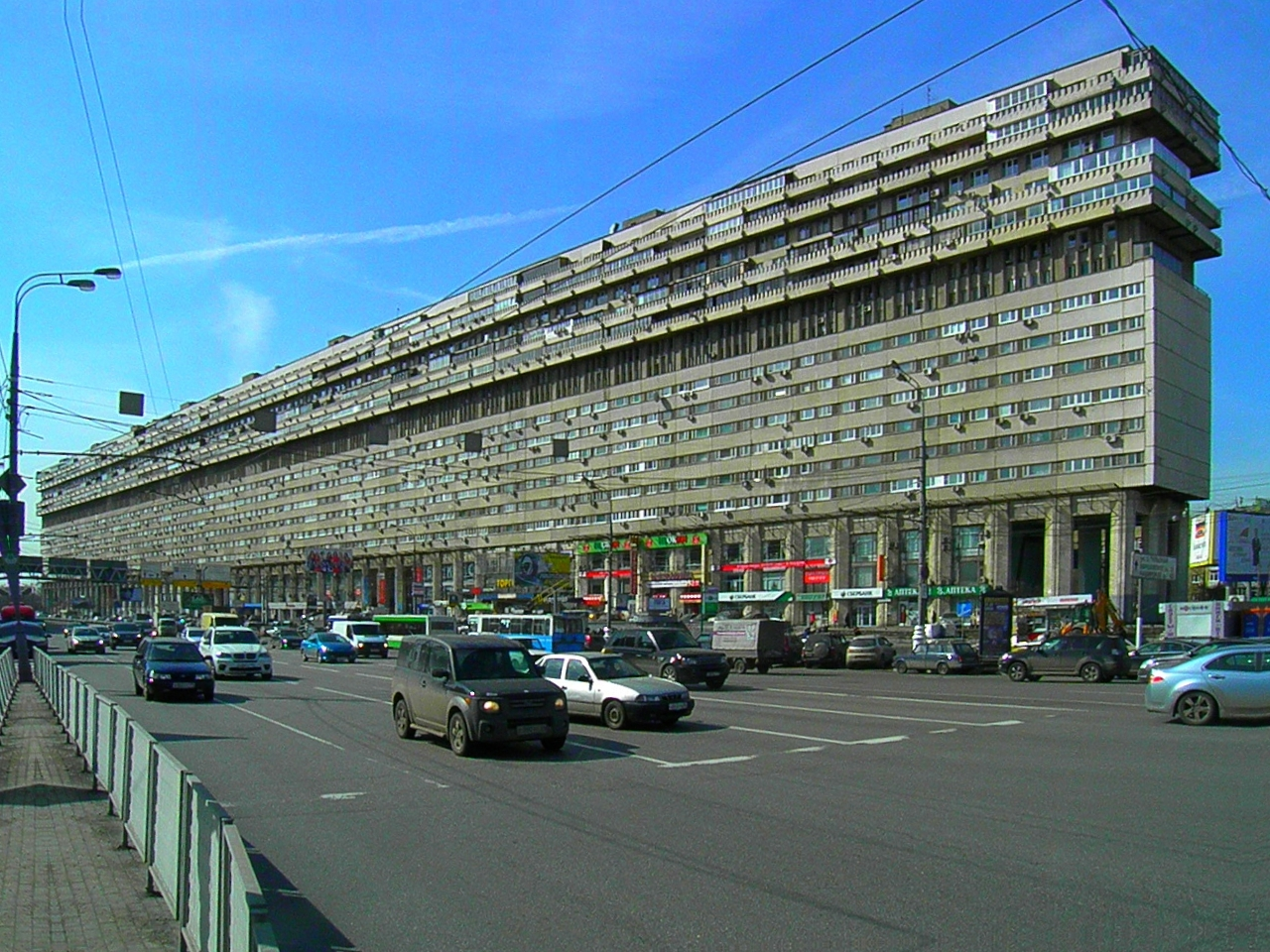
Дом атомщиков

Всеволод Воскресенский родился Петрограде 27 января 1916 года. В 1931—1932 годах работал десятником в Бобриках. Получил среднее техническое образование в Калинине (Твери). В 1933—1936 годах работал в планировочной мастерской № 8 Моссовета. В 1936 году поступил в Московский архитектурный институт. Там он учился у М. И. Синявского и М. О. Барща, а также познакомился с академиком И. В. Жолтовским. В 1941 году с отличием окончил институт, получив звание архитектора.
После начала Великой Отечественной войны был направлен в Ленинградскую военно-воздушную академия. Там он помимо учёбы выполнил ряд проектных работ. В академии В. Л. Воскресенский освоил основы аэродинамики, геодезии, картографии, рекогносцировки строительства и эксплуатации аэродромов. В 1943 году с отличием окончил академию. Служил в Управлении технической эксплуатации ВВС в звании инженер-капитана.
С 1946 года, после демобилизации, работал в мастерской-школе И. В. Жолтовского. Принимал участие в разработке многих проектов Жолтовского. В частности, занимался реконструкцией Московского ипподрома (1951—1955), проектировал кинотеатры «Победа» (1952), «Слава» (1955), «Буревестник» (1957), здание библиотечного института (совместно с Д. Г. Олтаржевским и Г. Б. Минервиным), южный вход на ВДНХ, комплекс Института коневодства в Голицыне (совместно с Л. А. Каировым), Дом композиторов в Рузе и санаторий «Россия» в Сочи (1955—1959, совместно с Г. Б. Минервиным и Д. Г. Олтаржевским).
С 1956 года работал в Гипрогоре. С 1961 по 1978 год возглавлял мастерскую № 5 и АПМ № 13 управления «Моспроект-1». Руководил группой архитекторов занимающихся планировкой и застройкой Москворецкого и Советского административных районов, жилых районов Зюзино, Волхонка-ЗИЛ, Бирюлёво Западное, Чертаново, площадей Ленина и Добрынинской и других градостроительных объектов столицы.
Был соавтором проекта гостиницы «Интурист» (совместно с Ю. Н. Шевердяевым и А. С. Болтиновым) и Института хирургии имени А. В. Вишневского (совместно с Т. Н. Дроздовой и Л. И. Кирильцевой). Спроектировал жилые дома на Спиридоновке (совместно с Н. А. Швецом), на Нахимовском проспекте, 16-этажный дом на улице Каховка, а также дом на 1000 квартир на Большой Тульской (вместе с В. Д. Бабадом). Выполнил проект здания Министерства высшего образования СССР на Люсиновской улице (1974, совместно с Н. А. Коломейцевой), здания Монетного двора СССР на Даниловской площади (1976, с авторским коллективом мастерской), комплекса ВНИИРТ (вместе с М. Л. Чериковером). В 1980-х годах по его проектам строились Научно-исследовательский центр вычислительной техники на Варшавском шоссе (вместе с Е. Смирновым и Д. Романовым), Дворец водного спорта на Варшавском шоссе (1980), кинотеатр «Севастополь» на улице Каховка (1985), гостиница «Интурист» на углу улиц Каховка и Малой Юшуньской (ныне гостиница «Берлин»), Дворец культуры завода имени Владимира Ильича (1970—1980, руководитель коллектива, ныне Театриум на Серпуховке).
Работал над проектами памятников, некоторые из которых были осуществлены в натуре. Долгие годы сотрудничал со скульптором Е. Ф. Белашовой. Был автором-архитектором памятника Н. К. Крупской на площади Сретенских Ворот (1976, скульпторы Е. Ф. Белашова и А. М. Белашов). Вместе с Е. Ф. Белашовой выполнил проект памятника А. С. Пушкину на месте дуэли, а также несколько надгробий на Новодевичьем кладбище.
Принимал участие в конкурсах: на Дворец Съездов (совместно с А. Б. Самсоновым и Г. Г. Лебедевым), памятник Победы в Москве, памятник В. И. Ленину на Ленинских горах (1962, совместно со скульптором Л. Н. Головницким), монумент «Дружбы народов» (совместно с Т. В. Воскресенской), международного конкурса «Плато Бабур» в Париже (с авторским коллективом мастерской). Принимал участие в международных симпозиумах, был членом Конгресса архитекторов в Испании. Избирался депутатом Советского районного совета.
Член Союза архитекторов СССР с 1945 года. Член правления Московского отделения Союза архитекторов, председатель Секции общественных сооружений и монументальной пропаганды Союза архитекторов.
Всеволод Воскресенский был также известен как художник. Периодически выставлял свои живописные работы и рисунки. Среди его работ архитектурная графика, пейзажи и портреты. Ряд зарисовок был сделан им во время путешествий.
Жил в Москве по адресу: проспект Мира, дом 184, корп. 1. Умер 13 февраля 1989 года.

## Награды и звания
- Орден Красной Звезды (1945)[1]
- Орден Трудового Красного Знамени (11.08.1966)[10]
- Медаль «За победу над Германией в Великой Отечественной войне 1941—1945 гг.» (1945)[1]
- Государственная премия РСФСР в области архитектуры (1972) — за проектирование и строительство здания лабораторно-клинического корпуса ИХАМН имени А. В. Вишневского[3][4]
- Заслуженный архитектор РСФСР (1978)[7]
- Серебряная медаль ВДНХ (1986) — за ДК «Завода имени Владимира Ильича».

## Семья
Дочь — Татьяна Всеволодовна Воскресенская — архитектор-художник.